# ユトリーナ蒲郡
ユトリーナ蒲郡（ユトリーナがまごおり）は愛知県蒲郡市にある一般廃棄物焼却場余熱利用施設。バーデゾーンおよび浴室がある。

## 概要
蒲郡市の一般廃棄物焼却施設「クリーンセンター」の余熱を利用した健康保持・健康増進を図るための施設｡
指定管理者制度により愛知スイミングが管理・運営を行っている。
バーデゾーンと浴室、サウナ、水風呂、露天風呂がある。
カルシウム温泉（人工温泉）である。

## 施設

### 施設情報
開館日
10:00 - 21:00（最終受付は20:00まで）
休館日
- 毎月1日、15日（土・日・祝日の場合は直後の平日）、年末年始（12月31日 - 1月4日）。
- クリーンセンターの施設点検のほか、11月頃に施設全体点検のため8日間程度の臨時休館有り。

利用料金
- 浴室・バーデゾーン共通料金：一般900円、小学生以下450円
- バーデゾーン料金：一般500円、小学生以下250円
- 浴室料金：一般500円、小学生以下250円

その他
バーデゾーンと浴室のほかに、駄菓子屋、マッサージチェア、カラオケルーム、和室（休憩室）がある。食事「あおやま」は閉店。

### バーデゾーン
水着、水泳キャップの着用が必要、浮き輪などの持ち込み不可。
ウォーキングゾーン、流水エアロビ、ユトリーナの泉、ほんわか採暖室、レインツリー、キノコタワー、キャノンジャグジー、マグナムバス、バケツシャワー、ボディーシャワー、アクアジェット、ハイドロメイズ、バイブラバス、フライングバス、寝湯ジャグジー、ベッドシャワー、キッド・ゾーンの16つの温水アトラクション。

### 浴室
- カルシウム風呂
- 露天風呂
- サウナ
- 水風呂

## アクセス
- 名鉄蒲郡線「形原駅」から徒歩で約20分。